# 中央三丁目停留場
中央三丁目停留場（ちゅうおうさんちょうめていりゅうじょう）は、かつて宮城県仙台市（現在の同市青葉区）中央にあった仙台市交通局（仙台市電）の停留場である。

## 概要
循環線と長町線の分岐駅となっていた。

## 駅構造
相対式ホーム2面2線の地上駅で、駅舎はなく、南町通りとの併用軌道上にあった。現在は撤去されたが、歩道橋に階段を設けて車道を横切ることなくホームへ渡る構造だった。

## 駅周辺
- 2015年12月6日までは中央三丁目というバス停が存在したが、仙台市営バス「仙台駅発西公園通経由川内営業所行（一部時間帯は交通局大学病院止まり）」のみが停車し、他の系統は全便通過扱いとなっていた。

## 歴史
- 1926年11月25日 - 仙台駅前駅 - 大町西公園前駅間、当駅 - 荒町日赤病院前駅開通により開業
- 1976年4月1日 - 全線廃線により廃駅

駅名の変遷
清水小路駅（しみずこうじえき）→東五番丁駅→中央三丁目駅

## 隣の駅
仙台市電
循環線
仙台駅前停留場 - 中央三丁目停留場 - 郵政局前停留場
長町線
（仙台駅前停留場 - ）中央三丁目停留場 - 鉄道管理局前停留場